# Калінінградська ТЕЦ-2
Калінінградська ТЕЦ-2 — теплова електростанція, що знаходиться у Калінінградській області Росії.
У 2005 та 2010 роках на майданчику станції ввели в експлуатацію два однотипні енергоблоки номінальною потужністю по 450 МВт. У кожному з них дві газові турбіни потужністю по 160 МВт (виготовлені Ленінградським металічним заводом по ліцензії компанії Siemens на виробництво турбін типу V94.2) живлять через відповідну кількість котлів-утилізаторів одну парову турбіну з показником 150 МВт. Паливна ефективність станції при дії у конденсаційному режимі становить 51 %.
Як паливо ТЕС використовує природний газ, постачений по системі Краснознаменськ — Калінінград.
Для охолодження використовують воду із річки Преголя.
Видача продукції відбувається по ЛЕП, що працюють під напругою 110 кВ та 330 кВ.
Окрім виробництва електроенергії станція також може постачати теплову енергію в обсягах 680 Гкал/год.